# Cattleya rex
Cattleya rex är en orkidéart som beskrevs av O'brien. Cattleya rex ingår i släktet Cattleya och familjen orkidéer. Inga underarter finns listade i Catalogue of Life.